# Revera
Revera je hrid uz zapadnu obalu Istre, oko 2 km južno od Rovinja, 800 metara od obale.
Površina hridi je 6442 m2, duljina obalne crte 490 m, a visina 2 metra.
U Državnom programu zaštite i korištenja malih, povremeno nastanjenih i nenastanjenih otoka i okolnog mora Ministarstva regionalnoga razvoja i fondova Europske unije, svrstana je pod "manje nadmorske tvorbe (hridi različitog oblika i veličine)". Pripada Gradu Rovinju.

## Vanjske poveznice
|  | Zajednički poslužitelj ima još gradiva o temi Revera |